# Banda sonora de Grand Theft Auto III
La música de Grand Theft Auto III se reproduce en varias emisoras de radio que el jugador puede escuchar al montarse en un coche. La mayoría de las estaciones de radio son de música, tertulia y publicidad. Cada una refleja un estilo que evoca a cierta esfera social de la época. Otras emisoras reproducen canciones producidas para el juego y, en algunos casos, bandas sonoras de otros juegos anteriores). La mayoría de las canciones fueron compuestas por Craig Conner y Stuart Ross, en ocasiones con letras y actuaciones de otros músicos.
Otras emisoras, sin embargo, contienen música con derechos de autor; esta combinación difiere de sus predecesores, en los que eran bandas sonoras completamente originales. La cadena o emisora de los vehículos en los que se monta el jugador es aleatoria, pero puede cambiarse a su gusto. Cabe destacar que algunos coches de barrios o bandas organizadas comparten una emisora específica, y los coches de servicios policial, de bomberos o médico no tienen radio.

## Emisoras de radio

### Double Cleff FM
DJ: Morgan Merryweather "Maestro"

Género: Música clásica y ópera.
Es llevada a cabo por el DJ Morgan Merryweather (Gerry Cosgrove).

#### Lista de canciones[2]
- Wolfgang Amadeus Mozart - "Non piu andrai farfallone amoroso" [3]

- Giuseppe Verdi - "Libiamo ne' lieti calici" [4]

- Gaetano Donizetti - "Chi mi frena in tal momento" [5]

- Wolfgang Amadeus Mozart - "Finch'han del vino" [6]

- Giacomo Puccini - "O mio babbino caro" [7][8]

- Giuseppe Verdi - "La donna è mobile" [9]

### Flashback 95.6
DJ: Maria Chambers "Toni"

Género: Pop, synthpop y dance-rock.
Flashback 95.6 reproduce música de los 80, por lo general de pop, y está llevada a cabo por "Toni" (Maria Chambers).

#### Lista de canciones[10]
- Debbie Harry - "Rush Rush"
- Elizabeth Daily - "Shake It Up"
- Paul Engemann - "Push It to the Limit"
- Amy Holland - "She's on Fire"
- Elizabeth Daily - "I'm Hot Tonight"

### Game Radio FM
DJ: DJ Stretch Armstrong y Lord Sear

Género: Underground hip hop, Midwest hip hop, East Coast hip hop y rap.

#### Lista de canciones[11]
- Red Spyda - "Scary Movies" (Instrumental)
- Royce da 5'9" - "We're Live (Danger)"
- Nature - "Nature Freestyle"
- JoJo Pellegrino - "JoJo Pellegrino Freestyle"
- Pretty Ugly & Royce da 5'9" - "Spit Game"
- Royce da 5'9" - "I'm the King"
- Red Spyda - "Instrumental Bed 1" [12]
- Black Rob - "By A Stranger"
- Agallah & Sean Price - "Rising to the Top"
- Red Spyda - "Instrumental Bed 2" [12]

### Head Radio
DJ: Michael Hunt

Género: Rock, soft rock, adult contemporary y pop.
Emisora de radio de soft rock y pop adolescente llevada por el DJ "Michael Hunt".

#### Lista de canciones[13]
- Dil-Don't - "Stripe Summer" [14]
- Whatever - "Good Thing" [15]
- Craig Gray - "Fade Away" [16]
- Conor & Jay - "Change" [17]
- Frankie Fame - "See Through You" [18]
- Scatwerk - "Electronic Go Go" [19]
- Dezma - "Life Is But A Mere Supply" [20]

### K-Jah
DJ: Horace Walsh "The Pacifist"

Género: Dub y reggae.
Es llevada a cabo por Horace Walsh conocido como "The Pacifist" (Herman Stephens). K-Jah's West Coast es la hermana afiliada de la emisora K-Jah Radio West de Grand Theft Auto: San Andreas.

#### Lista de canciones[21]
- Scientist - "Dance of the Vampires"
- Scientist - "Your Teeth in My Neck"
- Scientist - "The Corpse Rises"
- Scientist - "The Mummy's Shroud"
- Scientist - "Plague of Zombies"

### Lips 106
DJ: Andee

Género: Pop, dream pop, synthpop. 

#### Lista de canciones
- Fatamarse - "Bump To The Music" [22]
- Marydancin - "Wash Him Off" (cortada al final, disponible en iTunes)
- April's in Paris - "Feels Like I Just Can't Take No More" [23]
- Lucy - "Forever" [24]
- Boyz 2 Girls - "Pray It Goes Ok?" [25]
- Da Shootaz - "Grand Theft Auto (Joyride)" [26]
- Funky BJs - "Rubber Tip" [27]

### MSX FM
DJ: MC Codebreaker y DJ Timecode

Género: Drum and bass, jungle, techstep y darkstep.
MSX FM es presentada por MC Codebreaker y DJ Timecode.

#### Lista de canciones
- TJ Rizing - "Agente 007"
- Calyx - "Quagmire" [28]
- Rascal & Klone - "Get Wild" [29]
- Ryme Tyme - "Judgement Day" [30]
- Hex - "Force"
- Omni Trio - "First Contact" [31]
- Aquasky - "Spectre" [32]
- Rascal & Klone - "Winner Takes All" [29]
- Ryme Tyme - "T Minus"
- nCode - "Spasm" [33]
- D.Kay - "Monolith" [34]
- Dom & Ryme Tyme - "Iceberg"

### Rise FM
DJ: Andre "The Accelerator"

Género: Trance, dance, rave, techno.

#### Lista de canciones
- Chris Walsh & Dave Beran - "Shake" ("Revolt Clogrock" remix)
- Shiver - "Deep Time"
- Cloud2Ground - "Innerbattle"
- Slyder - "Score" (Original Mix)
- Cloud2Ground - "Neo" (The One)

## Emisoras de Radio de Habla

### Chatterbox FM
Es llevada a cabo y producida por Lazlow.

## Emisoras de radio no disponibles
Curiosamente, a lo largo de Liberty City, hay carteles publicitarios con emisoras que no están disponibles en el juego, como Liberty FM Q 120.5, WLLC The Zone 34.9 o Liberty Soul FM.

## Anuncios publicitarios
Algunos de los ejemplo de anuncios publicitarios en el juego:
- "Dormatron"
- "Equanox"
- "Eris Running Shoes"
- "Fernando's New Beginnings"
- "Liberty City Survivor"
- "Maibatsu Monstrosity"
- "Petsovernight.com"
- "Pogo the Monkey"
- "Rakin & Ponzer"
- "The House of Tomorrow"
- "The Medieval Millennium Fair"

Las voces son de: 
- Stephanie Roy
- Gerry Cosgrove
- Sean Lynch
- Lazlow
- Alex Anthony
- Jonathan Hanst
- Chris Silvestro
- Jeff Berlin
- Shelley Miller
- Ron Reeve
- Maria Chambers
- Alana Silvestro
- Alice Saltzman
- Dan Houser
- Frank Chavez
- Craig Olivo
- Laura Bykowski

## Comentarios
- Artículo de IGN acerca de las canciones.